# Vrbice (Leština u Světlé)
Vrbice (německy Wirbschan) je malá vesnice, část obce Leština u Světlé v okrese Havlíčkův Brod. Nachází se asi 2,5 km na jih od Leštiny u Světlé. Prochází zde silnice II/130. V roce 2009 zde bylo evidováno 35 adres. V roce 2001 zde trvale žilo 55 obyvatel.
Vrbice leží v katastrálním území Vrbice u Leštiny o rozloze 2,58 km2.

## Osobnosti
- Vilém Kurz starší

## Pamětihodnosti
- Pamětní desky Josefu Blažkovi a Františku Blažkovi u mlýna[6]

## Fotogalerie

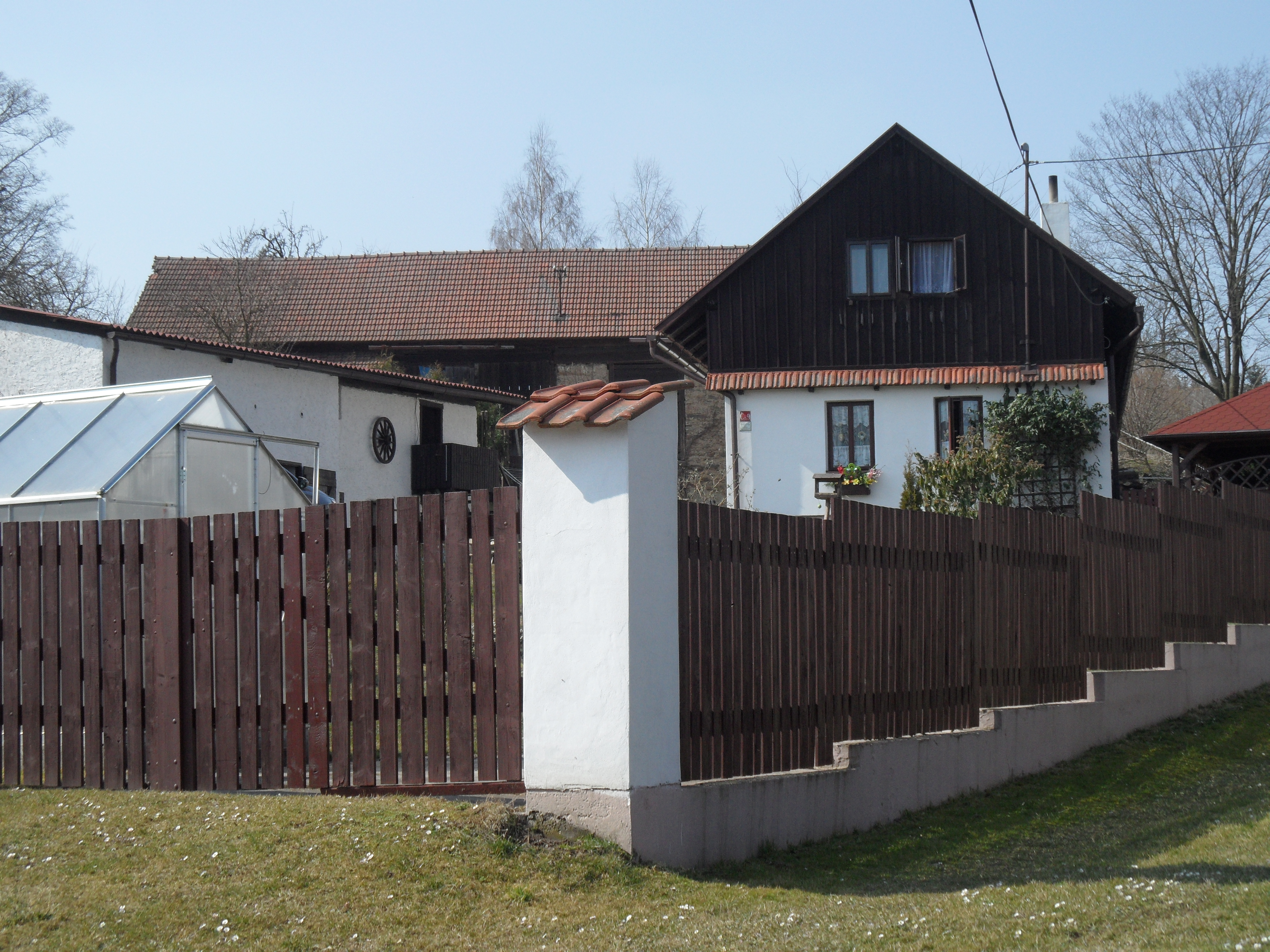
Venkovské stavení s plotem
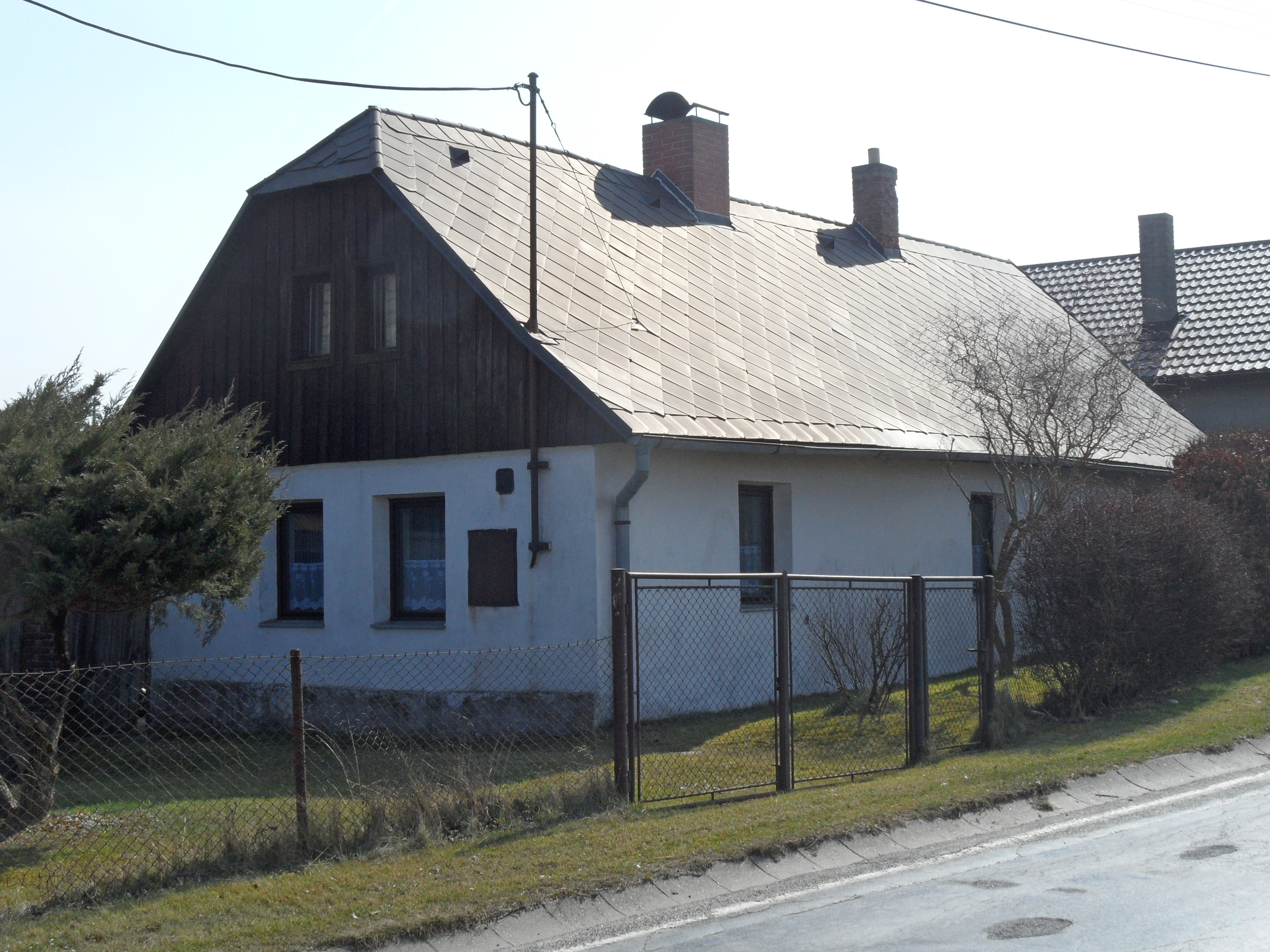
Stavení u silnice
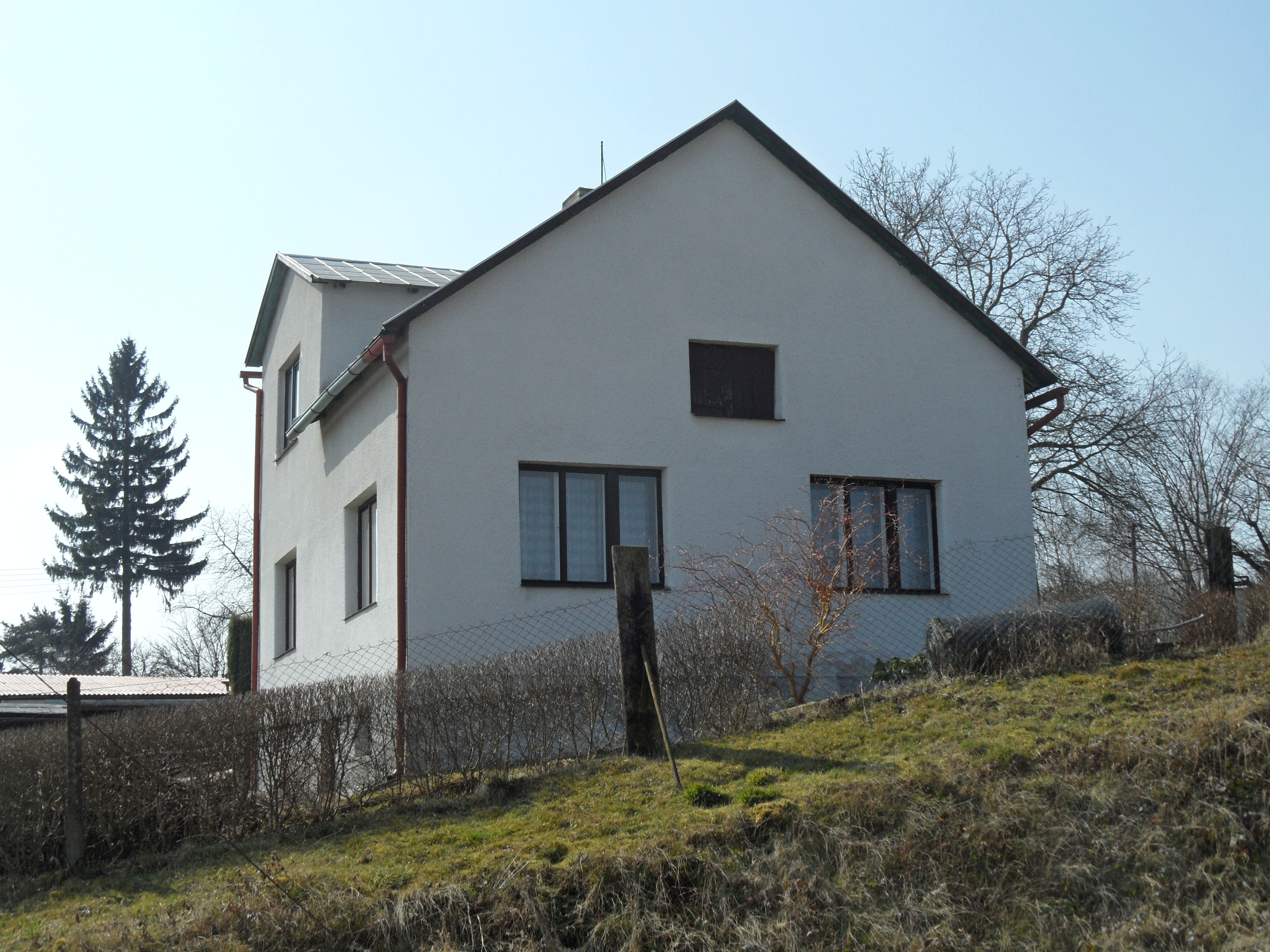
Rodinný dům
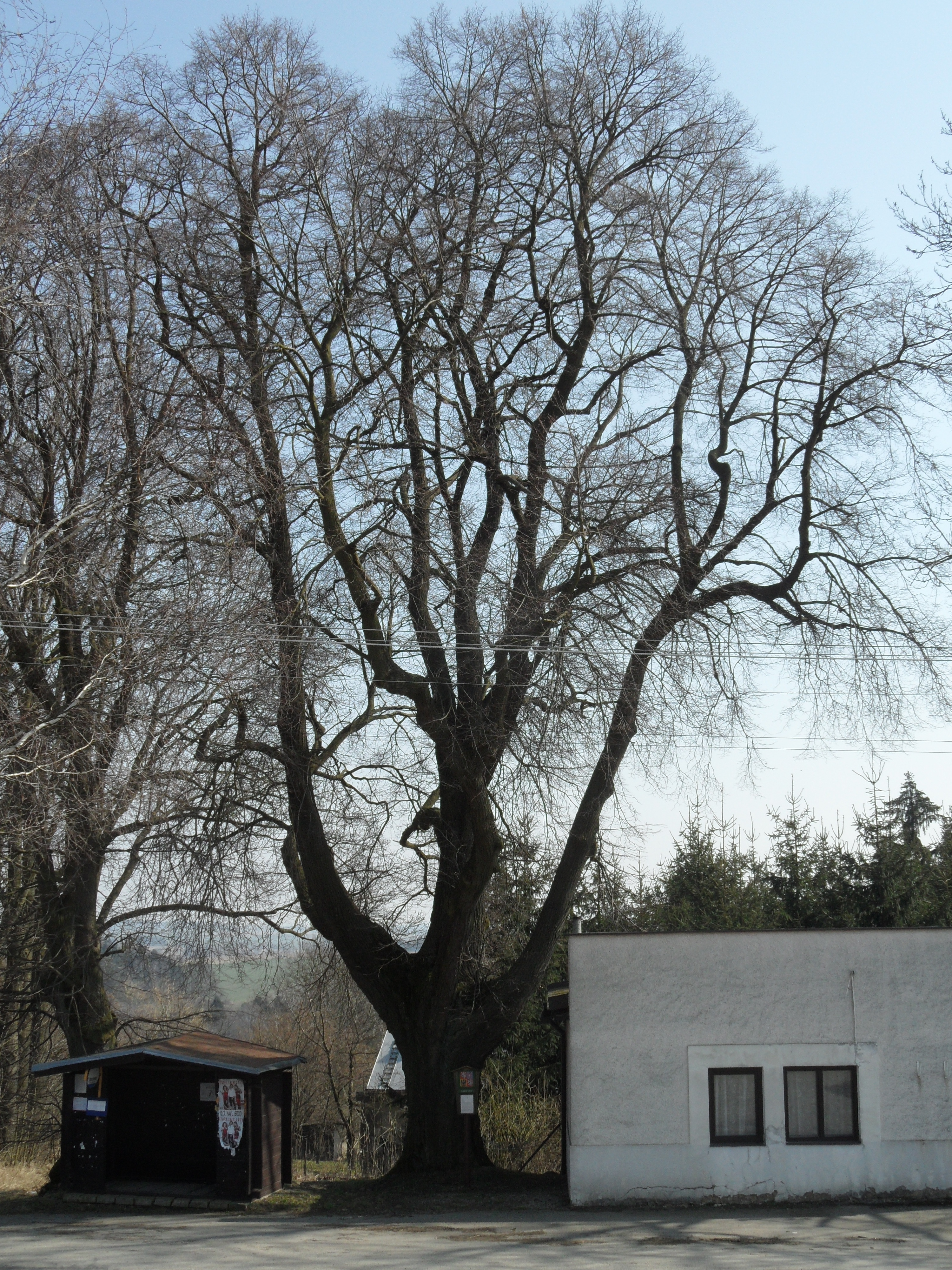
Památný strom: lípa malolistá